# 莫文鎮區 (北卡羅萊納州安森縣)
莫文鎮區（英語：Morven Township）是位於美國北卡羅萊納州安森縣的一個鎮區。

## 地方資料
莫文鎮區的面積為124.31平方千米，皆為陸地。根據2020年美國人口普查的數據，當地共有人口2124人，而人口密度為每平方千米17.09人。